# Урочище Калинове
Урочище Калинове — ландшафтний заказник місцевого значення, що розташований на теренах Витачівської та Халеп'янської сільських рад в Обухівському районі Київської області. Створений відповідно до рішення 16 сесії ХХІ скликання Київської обласної ради від 10 березня 1994 року.

## Загальні відомості

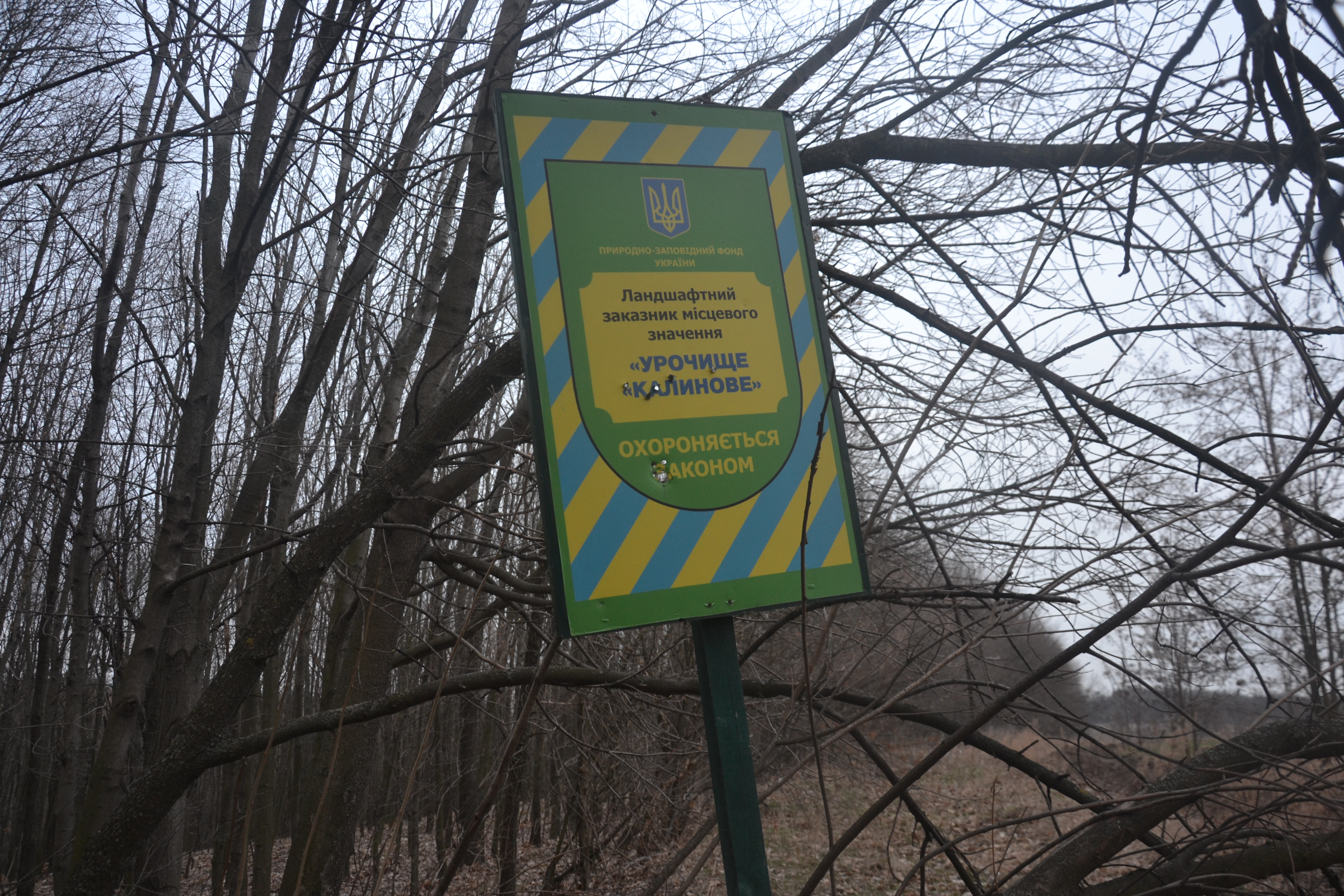
Охоронна табличка

Землекористувачем території є Державне підприємство «Ржищівське лісове господарство». Заказник займає усі виділи 13 кварталу Стайківського лісництва.
Площа заказника 114 гектарів. Урочище Калинове утворене великою балкою на дні якої проходить яр.

## Опис
Балка розміщена на урізі лесового Київського плато і спрямована на північ в сторону Дніпра, де терени заказника виходять на берег Канівського водосховища. У давнину балку покривав грабово-дубовий ліс з багатим підліском з значною часткою насаджень калини (Viburnum opulus), що і дало назву урочищу. Ліс був вирубаний, що значно послабило ерозійно-небезпечні схили.
У ході ґрунтозахисних заходів схили балки були вкриті терасами, які згодом засадили деревами з значною часткою робінії звичайної (Robinia pseudoacacia). По зволоженому днищі балки ростуть верба біла (Salix alba L.), вільха (Alnus), малопоширені валеріана висока (Valeriana exaltata Mikan), цибуля часникова (Allium ursinum). По центру балки у заглибині утворилось озеро, розміщене на висоті 90 метрів над рівнем плеса Канівського водосховища. Завдяки рельєфу балки озеро має три відгалуження. Два утворені струмком, а третє південне мілке відгалуження переходить у плавні, значну заболочену ділянку. Озеро є проточним, протікаючий через нього струмок впадає у річку Сквира. Воно має чисту прохолодну воду і було назване Ріца за аналогією до відомого західнокавказького озера Грузії. На плесі озера ростуть типові для флори Дніпра глечики жовті (Nuphar lutea). Плавні біля озера заросли очеретом (Phragmites australis), де гніздуються очеретянки (Acrocephalus) та інші види птахів [джерело?].
У балці утворилось біорізноманіття з рослинності штучно насадженого лісу, болотяної та водяної на озері. Ліс та озеро приваблюють багато птахів[джерело?].
Одночасно озеро є місцем масового відпочинку людей, що значно збільшує антропогенне навантаження на рослинність заказника, зокрема через постійне розведення багать, прогресуюче засмічення балки, водойми.